# Anchieta, José do Brasil
Anchieta, José do Brasil é um filme brasileiro de 1977, do gênero drama, dirigido por Paulo Cesar Saraceni.

## Sinopse
Baseia-se na biografia do padre José de Anchieta.

## Elenco
- Ney Latorraca .... Anchieta
- Luiz Linhares .... Manoel da Nóbrega
- Maurício do Valle .... João Ramalho
- Joel Barcellos .... Tibiriçá
- Hugo Carvana .... Diogo Álvaro
- Maria Gladys .... Timbaúba
- Vera Barreto Leite .... Maria Zé
- Paulo César Peréio .... Jean de Bolès
- Ana Maria Magalhães .... Mãe de Marabá
- Roberto Bonfim .... Aimbirê
- Dedé Veloso .... Dona Pereira
- Manfredo Colassanti .... Pero de la Cruz
- Carlos Kroeber .... luterano
- Wilson Grey .... Antonio Luiz
- Antonio Carnera .... Cunhambebe

## Produção
Rio de Janeiro, Angra dos Reis, Paraty —as três no Rio de Janeiro—, Porto Seguro, na Bahia, Anchieta, no Espírito Santo e a capital paulista serviram de locação para as filmagens do longa.